# Thung lũng của các mạch nước phun

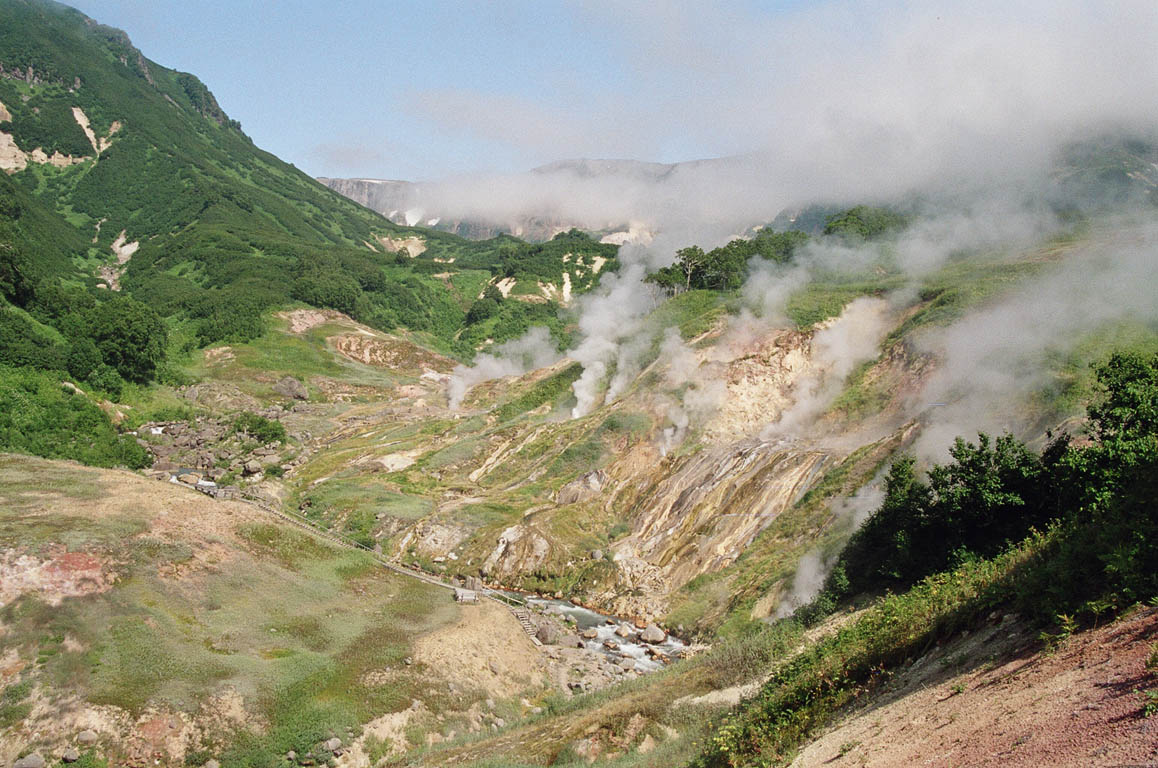
Thung lũng của các mạch nước phun

Thung lũng của các mạch nước phun (tiếng Nga: Долина гейзеров) là một khu vực mạch nước phun tại Nga, và là nơi tập trung lớn nhất thứ hai của các mạch nước phun trên thế giới. Dài 6 km, lưu vực với khoảng chín mươi mạch nước phun và nhiều suối nước nóng nằm trên bán đảo Kamchatka ở Viễn Đông Nga, chủ yếu là trên bờ trái của con sông đã từng sâu Geysernaya, vào địa nhiệt vùng nước chảy từ một núi lửa dạng tầng tương đối trẻ, Kikhpinych. Nhiệt độ ở đây là 250 °C, 500 m dưới mặt đất miệng núi lửa. Nó là một phần của Khu bảo tồn thiên niên Kronotsky, trong đó, lần lượt, được kết hợp thành di sản thế giới  "núi lửa Kamchatka". Khó để đi đến thung lũng này, với máy bay trực thăng cung cấp phương tiện duy nhất khả thi của giao thông vận tải.
Các mạch nước phun của Kamchatka đã được phát hiện bởi một nhà khoa học địa phương, Tatyana Ustinova, vào năm 1941. Cô đã công bố phát hiện của mình mười bốn năm sau đó, nhưng có rất ít thăm dò của khu vực này cho đến năm 1972. Một cuộc khảo sát hệ thống si hệ thống được thực hiện vào giữa những năm 1970, và một hệ thống giám sát tự động đã được giới thiệu vào năm 1990. Hơn ba mươi mạch nước phun đã được đặt tên, trong số này là Mạch nước Khổng lồ (Velikan), có khả năng tạo một tia nước cao đến 40 mét. Từ những năm 1980, khu vực này được quảng bá trên khắp Liên Xô là một trong những điểm thu hút du lịch của Kamchatka và Viễn Đông Nga. Khách du lịch nước ngoài được phép vào các thung lũng trong năm 1991. Khoảng 3.000 khách du lịch đến thăm địa điểm này hàng năm. 
Ngày 3 tháng 6 năm 2007, một dòng bùn lớn tràn ngập hai phần ba của thung lũng. 

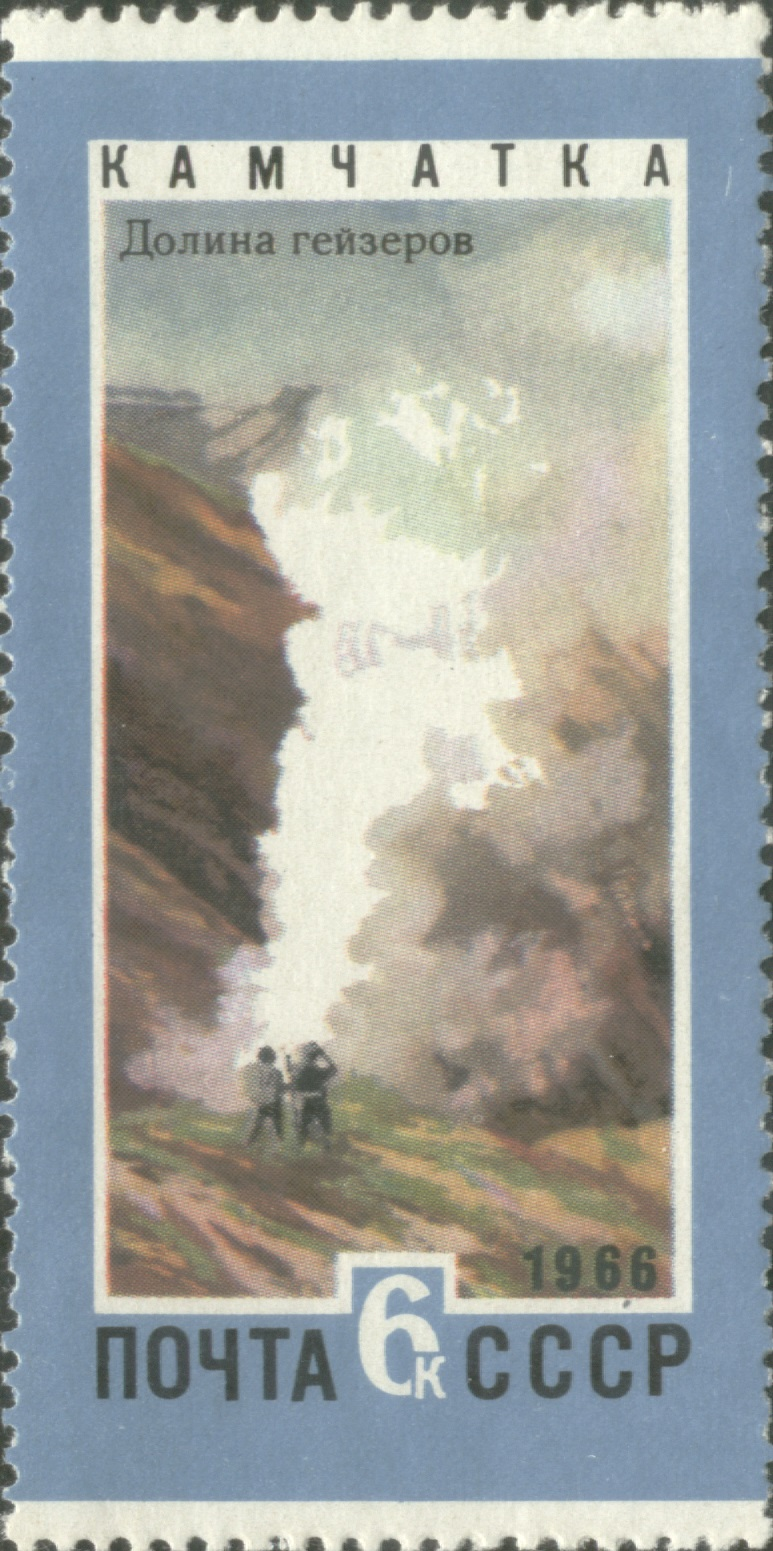
Một con tem của Liên Xô năm 1966